# Maria Feicht-Gegend
Maria Feicht-Gegend je naselje v Občini Glanegg v Okraju Trg na Koroškem v Avstriji.